# Blekingegadebanden
Blekingegadebanden var det navn pressen gav en maoistisk gruppe, der fra december 1972 til maj 1989 begik politisk motiveret kriminalitet med det formål at finansielt støtte bl.a. gruppen Folkefronten til Palæstinas Befrielse (PFLP). Efter at politiet opdagede lejligheden på Blekingegade 2, 1.th på Amager, som var gruppens tilholdssted, fik sagen i pressen navn efter adressen.

## Gruppens historie
Den 9. december 1975, begik banden deres første pengerøveri.
Gruppens medlemmer havde deres politiske opvækst i Kommunistisk Arbejdskreds (KAK), der blev splittet i 1978. De arbejdede videre i Manifest-Kommunistisk Arbejdsgruppe (M-KA). Idégrundlaget var med legale og illegale midler at støtte befrielsesbevægelser i den tredje verden. I løbet af 1980'erne blev gruppen anklaget for at begå en række røverier i banker, på posthuse, i stormagasinet Daells Varehus, mod en pengetransport på Lyngbygårdsvej i Kongens Lyngby i 1983, og planlagde at kidnappe Gad Rausings søn Jörn Rausing mod en løsesum på 300 millioner danske kroner. Hertil kom tyverier af våben og ammunition i Sverige, som blev hjemført til lejligheden i Blekingegade og opbevaret dér. Syv mænd fra gruppen Jan Weimann, Niels Jørgensen, Torkil Lauesen, Carsten Nielsen, Peter Døllner, Bo Weimann og Karsten Møller Hansen blev i 1991 idømt straffe ved Østre Landsret.

### Ideologi
Gruppens ideologiske grundlag lå i den såkaldte snylterstatsteori. Gruppen brugte den dialektiske materialisme til at finde og støtte hovedmodsætningen til den vestlige kapitalisme, hvilket de anså folk i den tredje verden for at være. Gruppens primære formål var international solidaritet med undertrykte folk, eller som de selv skrev i en artikel i 2009 Med afsæt i vores opfattelse af virkeligheden og Snylterstatsteorien, mente vi, at modsigelsen mellem den vestlige verdens arbejdere og kapital-ejere var stærkt svækket. Arbejderklasse og kapital-ejere havde på kort sigt en fælles interesse i at hive profitter hjem fra Den 3. Verdens lande, selvom de naturligvis førte en lønkamp om fordelingen.
KAK brød i 1969 med Kinas Kommunistiske Parti (KKP), da kineserne efter 68-oprøret mente, at der var "en gigantisk revolutionær massebevægelse i Vesteuropa". Det senere M-KA fik ikke kontakt med KKP.
KAK og KKP var grundlæggende uenige om mange ting, dog håbede en af KAKs ledende grundlæggere Gotfred Appel, at Kina ikke ville begå de samme fejl i opbygningen af socialisme, som Sovjetunionen havde begået. KAK så det som den vigtigste praksis at støtte den 3. verdens befrielsesbevægelser, hvorimod KKP anså den vestlige verdens arbejderklasses kamp som det vigtigste.
KAK kom i 1969 gennem en palæstinenser i Sverige i kontakt med PFLP. I 1970 tog to medlemmer af KAK på PFLP træningslejre i Jordan, hvor de blandt andet lærte at skyde og fremstille bomber. Året efter tog andre medlemmer af KAK også derned.
KAK blev stiftet i 1963 - omkring 1977-78 gik KAK i opløsning.

### Drabet ved Købmagergades Postkontor
Det alvorligste forhold var skuddrabet på den 22-årige politibetjent Jesper Egtved Hansen i forbindelse med røveriet mod Købmagergades Postkontor den 3. november 1988. Han blev dræbt af hagl i det ene øje fra et oversavet jagtgevær. Blekingegadebanden fik et udbytte på ca. 13 mio. kr. ved røveriet.
Efterforskning af drabet, der på grund af mistanken om politiske motiver også involverede Politiets Efterretningstjeneste (PET), førte til anholdelse af fire af gruppens medlemmer i april 1989. I maj 1989 kørte Carsten Nielsen galt på Birkerød Kongevej mellem Holte og Birkerød. Carsten Nielsen havde i sin bil adressen på lejligheden i Blekingegade. Politiet havde siden anholdelserne af de andre medlemmer haft nøgler til lejligheden men havde trods intensiv indsats ikke kunnet finde den før. Det førte til afsløring af lejligheden i Blekingegade med dens særdeles farlige lager af panserværnsraketter, pistoler, sprængstof, maskingevær, ammunition, teknisk udstyr og diverse drejebøger og oversigter over hidtil uopklarede røverier.
Politiet fandt også den såkaldte Z-fil med oplysninger om ca. 500 danske borgere af "jødisk/zionistisk oprindelse".
Oplysningerne var hovedsagelig indhentet af Bo Weimann og indeholdt også information om våbenproducerende danske firmaer og deres forbindelser til Israel samt personer, der havde udtrykt sig positivt over for Israel.
Formålet var at kunne finde frem til potentielle israelske spioner.
Afsløringen af bandens tilholdssted førte til anholdelser af de øvrige medlemmer af gruppen.

## Retssagen
Retssagen mod syv af de tiltalte fandt sted ved et nævningeting i Østre Landsret i september 1990 og afsluttedes 2. maj 1991 med domfældelse. Tre af bandens medlemmer idømtes hver ti års fængsel, mens de øvrige fik otte, syv, tre og et års fængsel. To tiltalte erkendte delvis, mens tre nægtede. De afslog alle at fortælle, hvem der i øvrigt havde deltaget i røveriet. Dommene er for Købmagergaderøveriet, groft hæleri, overtrædelse af våbenloven, omfattende dokumentfalsk og røveri af særlig grov karakter.
Under retssagen lykkedes det ikke politiet at føre bevis for morderens identitet, og da det heller ikke lykkedes politiet at bevise, at morderen skød mod betjenten med overlæg, var det heller ikke muligt at få alle deltagerne dømt for drab efter straffelovens paragraf § 23 om medvirken til en forbrydelse. Derfor blev røverne alene dømt for røveri af særlig farlig karakter. Én af de tiltalte Marc Rudin som var af schweizisk nationalitet, fik sin sag behandlet i 1993, fordi han blev pågrebet i Tyrkiet og først skulle udleveres derfra. Han blev ligeledes straffet for røveriet, men ikke for drabet.
Retssagen fandt sted under store sikkerhedsforanstaltninger. Da sagen indeholdt materiale fra aflytninger foretaget af PET, som anklagemyndigheden i videst mulig udstrækning forsøgte at holde tilbage fra forsvarerne (og pressen), gav det en hel del offentlig debat. Anklagemyndighedens vægring blev indbragt for retten, hvor der faldt dom for, at en del af materialet skulle udleveres.
Sagen fik massiv omtale. Dels fordi de dømte tilsyneladende begik deres forbrydelser for at skaffe penge til venstreorienterede internationale organisationer, særligt den palæstinensiske marxistisk/leninistiske gruppe PFLP, dels fordi det lykkedes for de tiltalte at dække over hinanden og holde tæt om drabet i Købmagergade.
De tre dømte (Niels Jørgensen, Jan Weimann og Torkil Lauesen), som fik fængsel i 10 år, blev prøveløsladt i slutningen af 1995. Marc Rudin, der fik en dom på otte års fængsel i oktober 1993, blev prøveløsladt i februar 1997 og udvist til Schweiz, han døde 8. april 2023.

## Medlemmer
Den kommunistiske gruppe Kommunistisk Arbejdskreds (KAK) blev i 1960'erne etableret af bl.a. Gotfred Appel. Nogle fra denne gruppe blev senere til Blekingegadebanden gennem Kommunistisk Ungdomsforbund (KUF), en afdeling af KAK, bl.a. den nu afdøde Jens Holger Jensen.
- Torkil Lauesen
- Carsten Nielsen
- Niels Jørgensen (født 17. januar 1954, død 2. september 2008[14])
- Jan Weimann (senere navneforandring til Jan Jakobsen). Han var leder af Blekingegadebanden og var flere gange rejst til Palæstina for at møde PFLP's ledelse. Han afslørede aldrig sit dobbeltliv[kilde mangler]. Han er bror til Bo Weimann.
- Bo Weimann (senere navneforandring til Bo Harder Weymann), født 1956, var stemmen i Peter Øvig Knudsens bog om gruppen. Han stod som det første medlem fra gruppen den 18. marts 2009 frem for pressen i forbindelse med pressevisningen af Anders Riis-Hansens film "Blekingegadebanden". Han erkendte sig skyldig og ønskede forsoning ved at fortælle sandheden. Han blev idømt syv års fængsel og blev løsladt i april 1994. Han er nu IT-direktør i Dansk BiblioteksCenter. Han er bror til Jan Weimann[15].
- Peter Døllner
- Karsten Møller Hansen
- Marc Rudin (alias Jihad Mansour) (født 29. september 1945, død 8. april 2023) [16][17]

Efter afsoning deltog Torkil Lauesen omkring 2001 i den offentlige debat som globaliseringsmodstander,
og i 2005 var Torkil Lauesen igen i mediernes søgelys efter det kom frem at han var blevet ansat i Københavns Kommune i Kvarterløft Nørrebro.

### Efterspil i 2008
Efter at bøgerne om Blekingegadebanden påviste, at banden kunne have været stoppet i 1983, krævede Uffe Ellemann-Jensen en undersøgelse af, hvorfor efterforskningen blev stoppet. Der nedsattes en uvildig kommission bestående af en dommer, en advokat og en person med særlig sagkundskab i politiets efterforskning.
Den 9. september 2008 døde Niels Jørgensen på Bispebjerg Hospital. Han blev 54 år.
Den 20. februar 2009 gav nogle medlemmer fra gruppen (Torkil Lauesen og Jan Weiman) det første interview i 15 år  på Modkraft.dk i anledning af et 60-siders indlæg fra dem i et temanummer af tidsskriftet Social Kritik , hvor de blandt andet skriver at det de har gjort i en dansk kontekst er ulovligt, men at "det handler om politik" og at de "var politiske røvere". Citatet nedenunder handler om gruppens forhold til vold og om nødvendigheden i den.
| Citat                                                                                              | Hvis der med udsagnet: målet helliger midlerne, menes, at uanset hvilket mål, man ønsker at opnå, kan man bruge et hvilket som helst middel, som står til ens rådighed, uden hensyn til konsekvenserne, som dette måtte medføre for andre, så har Blekingegade-gruppen aldrig ladet sine handlinger følge dette motto. Lige så vel som vi ikke har ladet vores handlinger styre af det modsatte motto: målet helliger aldrig midlerne. Men der er et tredje synspunkt, som er mere realistisk end de to ovennævnte: Ikke alle mål helliger ethvert middel, men nogle mål helliger nogle midler under nogle omstændigheder. Det var dette synspunkt, som styrede vores handlinger. Men det er et besværligt synspunkt, fordi det kræver, at man overvejer alle tre parametre: målet, midlerne og de konkrete politiske omstændigheder. Her findes intet let korrekt svar. | Citat |
| »Det handler om politik«, Af Niels Jørgensen, Torkil Lauesen og Jan Weimann, side 50, februar 2009 | |       |

Den 18. marts 2009 stod et medlem af Blekingegadebanden Bo Weymann frem. Han udtalte ved et pressemøde i Imperial-biografen "Jeg ved ikke, hvem der skød betjenten, og hvis jeg spurgte de andre, ville jeg ikke få noget svar". Bo Weymann forlod banden et halvt år før røveriet af Købmagergades Postkontor.

## Skildringer af Blekingegade-sagen
De første banebrydende artikler om Blekingegadebande blev skrevet af Lars Villemoes i Dagbladet Information i tiden efter bandens anholdelse.
Peter Øvig Knudsens to bøger om Blekingegadebanden udkom i foråret og efteråret 2007. De blev hurtigt bestsellere, og forfatteren modtog Cavlingprisen 2007 for dem. I august samme år kom det frem, at der arbejdedes på en tv-serie og en film om Blekingegadebanden. I forbindelsen med overrækkelsen af Cavlingprisen bad Øvig Knudsen statsminister Anders Fogh Rasmussen om hjælp til at få åbnet PET's arkiver, således at de sidste uklare punkter i sagen kunne afdækkes.
Et par år senere udkom journalisterne Jeppe Facius' og Anders-Peter Mathiasens bog Politiets hemmeligheder: Kriminalinspektør Jørn Moos genåbner Blekingegadesagen, hvor den daværende efterforskningsleder i Blekingegade-røveriet, Jørn Moos, fremkom med beskyldninger mod Politiets Efterretningstjeneste (PET).
I 1991 udkom en roman af Anders Bodelsen, Rød september, der med en blanding af fakta og fiktion fortolkede sagen.

### Dokumentar
For DR og i samarbejde med Peter Øvig Knudsen filmede Anders Riis-Hansen og Kenneth Kainz dokumentarfilmen Blekingegadebanden, der havde premiere i 2009.
I dokumentarfilmen trådte Bo Weymann frem og fortalte om sine handlinger.
Ekstramateriale fra optagelserne med interview af Bo Weymann blev sendt i dokumentarprogrammet Før Blekingegade.
Året efter i 2010 viste TV 2 dokumentarfilmen Blekingegade – sagen genoptaget, der fokuserede på Jørn Moos og hans anklage mod PET.
I filmen medvirkede blandt andet to betjente og to vidner fra sagen.
Den var tilrettelagt af Ole Grønbæk, Lars Høj, Jeppe Facius og Anders-Peter Mathiasen.

### Filmatisering
TV 2 viste i 2009 en tv-serie med navnet Blekingegade instrueret af Jacob Thuesen. Serien blandede de virkelige hændelser med fiktion (seriens personer havde præcist de samme navne som de virkelige personer) og fik kritik for at kæde virkelige personer sammen med forbrydelser, de ikke var dømt for.
Per Fly spillefilm Drabet fra 2005 kan været inspireret af drabet på politibetjent Jesper Egtved Hansen.

## Kommissionsundersøgelse
Justitsminister Brian Mikkelsen valgte i 2009 at nedsætte en regeringskommission, som skulle undersøge politiets håndtering i efterforskningen mod Blekingegadebanden, efter at der kom påstande frem om, at PET og Justitsministeriet spændte ben for politiets efterforskning af sagen. Det skal kommissionen kulegrave.
I 2008 havde medlemmer af Enhedslisten fremsat forslag til folketingsbeslutning om en kommission til undersøgelse af Blekingegadesagen. Forslaget bortfaldt.

### Generelle
- Knudsen, Peter Øvig (2007). Blekingegadebanden – Den danske celle. Gyldendal. ISBN 87-02-04369-6.
- Peter Øvig Knudsen, Blekingegadebanden 2. Den hårde kerne Arkiveret 22. februar 2008 hos  Wayback Machine, ISBN 978-87-02-05906-9, (2007)
- Claus Mejling, Blekingegadesagen. Tilgået 28. marts 2007.
- Snylterstaten.dk. Her ligger artikler fra gruppens periode i organisationen KAK og senere Manifest-Kommunistisk Arbejdsgruppe.